# Guy (saint Vite)
Pour les articles homonymes, voir Saint Guy et Guy.
Saint Guy, saint Vite ou  saint Vith (en latin Vitus rattaché à vita, la « vie », et Vito en italien) est un jeune martyr  et un saint auxiliateur du début du IVe siècle. Traditionnellement, il est fêté le 15 juin ; à ne pas confondre avec le bienheureux Guy de Cortone, fêté le 12 juin.

## Hagiographie
D'après le Martyrologe hiéronymien, Guy est confié petit par son père, un riche sicilien célibataire et résolument païen, à une gouvernante Crescence dont l’époux Modeste va lui servir de précepteur. Tout en prenant soin de lui, ils lui enseignent la foi chrétienne. Lorsque son père apprend qu’il a été baptisé à son insu, le juge Valérien lui demande d’infliger à son fils une sérieuse punition, ce qu’il fait en le battant à coups de verges. Voyant que cela ne fait pas infléchir sa foi, son père cherche un moyen plus radical de l’en dissuader. Bien inspiré du danger ou averti par un ange, l’enfant rejoint le couple adoptif et ils s’enfuient de la ville.
Parvenus en Lucanie, le jeune Guy commence à accomplir toutes sortes de miracles et sa renommée se popularise de plus en plus.
Lorsque l'empereur Dioclétien entend parler du garçon, il le fait venir à Rome avec Crescence et Modeste pour tenter de guérir son fils atteint d'un esprit mauvais. Bien que Guy réussisse, l’empereur exige d’eux qu’ils abandonnent leur foi pour sacrifier aux dieux païens, mais devant leur refus et leur conviction il les fait emprisonner. Au bout d’un moment, Dioclétien décide de leur infliger le supplice de la poix brûlante, rappelant les trois jeunes Hébreux du livre de Daniel dans la Bible, mais au lieu de céder, ils se mettent à chanter des hymnes en hommage au Seigneur. Dans la foulée, ils sont mis devant un lion, mais celui-ci se couche devant eux et leur lèche les pieds. Ulcéré de voir le public quasiment conquis, Dioclétien les fait mettre sur le chevalet où leurs corps sont presque à se rompre. Malgré la torture, ils ne meurent pas tout de suite et sont libérés par des anges qui les guident jusqu’au fleuve Sélé, où ils rendent l’âme un 15 juin (vers 303).
Au VIIe siècle, Guy apparaît à une respectueuse matronne convertie de Salerne nommée Florence (Fiorenza) un jour qu'elle navigue avec difficulté sur le Sélé pour cause de vent violent et qu’elle prie Dieu de lui venir en aide. Son embarcation épargnée du naufrage, elle promet au saint de lui offrir une sépulture décente ainsi qu'à ses compagnons. Dans un premier temps, elle les fait enterrer à l'endroit de leur mort.
Par la suite, en pèlerinage en Terre sainte, son frère tombe malade et, dans son chagrin, elle demande la protection divine. À nouveau Guy lui apparaît et lui propose de transporter les dépouilles à un meilleur endroit. Désireuse de le satisfaire, un matin elle se réveille en face d’une silhouette de jeune médecin qui lui demande : « Que me donnez-vous en récompense de la guérison de votre frère ? ». - Et de répondre : « la moitié de mes biens ». Le jeune homme lui dit en souriant : « Je ne demande rien de plus que d’aller avec vous dans les Pouilles déposer les corps des trois saints », puis prenant la main de son frère, il le guérit.
Au retour, Florence et son frère font escale à Polignano a Mare et comprennent que c’est le lieu approprié pour les inhumations. Une fois celles-ci effectuées avec une partie de la population locale et des représentants religieux dont Pierre Ier, premier évêque du diocèse, la construction d’une église est décidée en  672 en l'honneur des trois martyrs. Florence achète également quelques bâtisses dont une qu’elle confie aux moines bénédictins afin qu'ils puissent perpétuer la vénération.

## Reliques et vénération

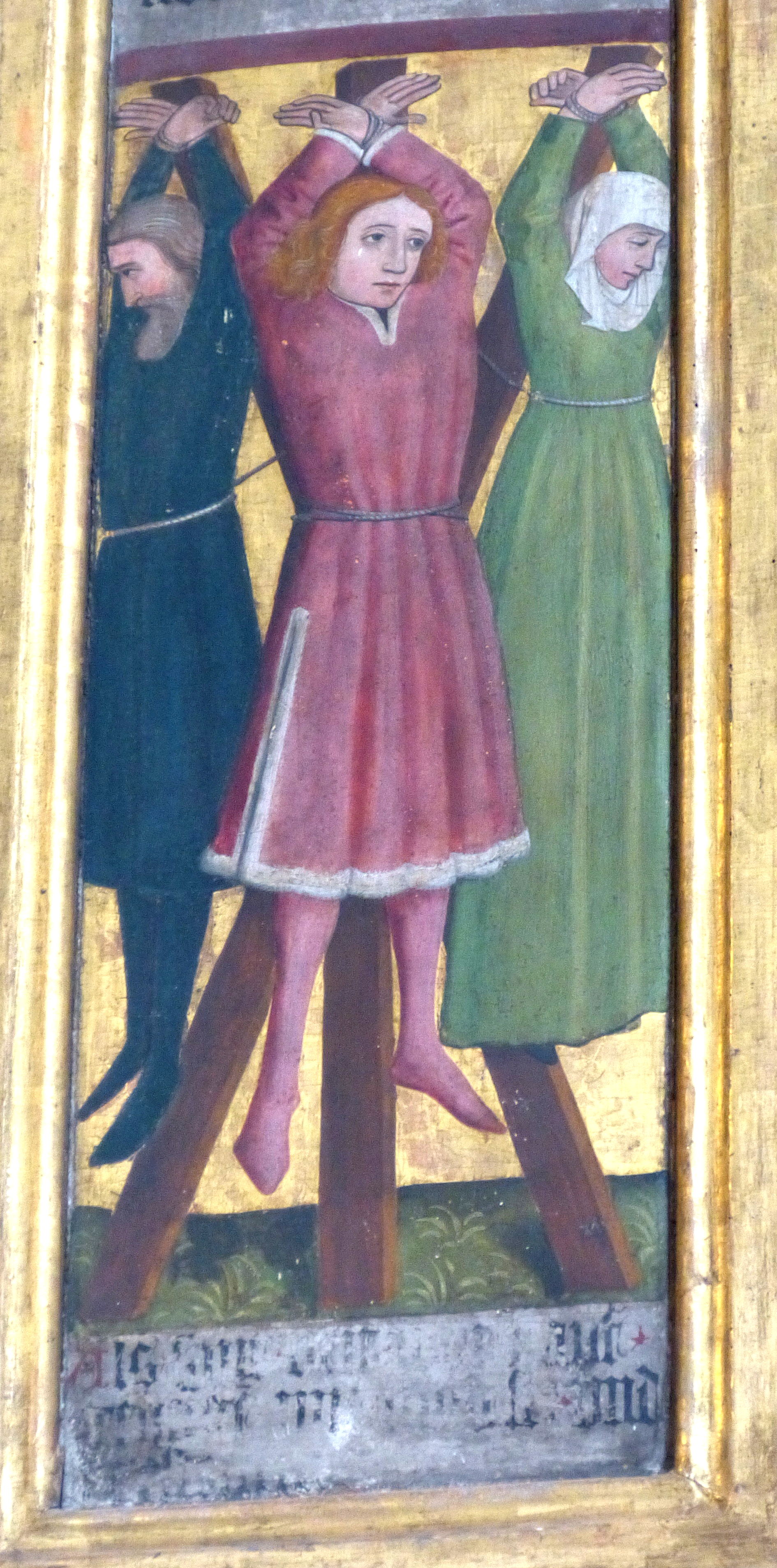
Modeste, Guy et Crescence sur le chevalet, autel de Saint-Vitus (1450) Schwabach.

L’église de Polignano a Mare, anciennement une cathédrale, porte aujourd’hui le nom de Santa Maria Assunta et comporte toujours une chapelle dédiée à saint Guy (Vito) qui est célébré par un festival annuel qui se déroule sur trois jours, du 14 au 16 juin. À trois kilomètres, l’abbaye Saint-Guy Martyr (San Vito Martire) est devenue propriété privée au XIXe siècle après avoir appartenu à des moines basiliens, bénédictins et franciscains. Y sont conservés, l'os sacré d'un bras du saint dans un reliquaire et la rotule de l'un de ses genoux dans un ciboire.
En 756, d'autres reliques de saint Guy ont été transférées à la basilique Saint-Denis, et de là, en 836, elles ont été offertes au premier monastère bénédictin de Saxe, la future abbaye princière impériale de Corvey (fondée en 822), dont saint Guy est encore le patron aujourd'hui. Par l'intermédiaire des missionnaires bénédictins de Corvey (par exemple Anschaire), la vénération de Guy et de ses reliques s'étendit plus au nord et à l'est. Ainsi, en 1355, sa tête (son chef) fut transférée à Prague pour être conservée dans la cathédrale Saint-Guy, construite en son honneur par le roi Charles IV.
Au fil des ans, diverses légendes relatives aux translations de ses reliques dans différentes villes et monastères ont été ajoutées à l'histoire originale de sa martyrologie et plusieurs miracles lui ont été attribués. D'autre part, des légendes ont contribué à augmenter sa notoriété.
Au IVe siècle, une épidémie de chorée de Sydenham ravagea l'Allemagne et les Pays-Bas. Les malades se montraient agités à trembler de tous leurs membres et finissaient par ressembler à des danseurs pris de convulsions ou de frénésie ; certains allaient même jusqu'à épuisement total. Les populations pouvaient s’en amuser mais beaucoup de ceux qui avaient des proches atteints se mirent à prier Guy devant sa statue et dans les lieux où son culte était connu et pratiqué.
Pendant des siècles, le jeune saint martyr a nourri et exalté la foi populaire pour guérir et se protéger de la maladie entrainant cette manie dansante qui finissait par s’apparenter à de l’hystérie collective. Ce fut alors que l’expression « danse de Saint-Guy » lui a été associée ; et il fut mis au nombre des saints auxiliateurs avec un renom de thaumaturge qui se répandit dans une bonne partie de l'Europe.
Plus tard, on prit l’habitude de l’invoquer contre toute forme d’agitation nerveuse ou d’épilepsie, d’autant plus que ce genre de maladie revint à plusieurs reprises au cours du Moyen Âge (pays de Galles, Erfurt, Rhénanie, Strasbourg). À proximité de Saverne dans le Bas-Rhin, une grotte a été aménagée en chapelle et est connue des pèlerins pour guérir de la danse de Saint-Guy.
Aujourd’hui encore, la procession dansante d'Echternach au Luxembourg peut lui être rattachée sous forme de tradition et d’hommage.
Saint Guy est également invoqué contre la léthargie, la rage, les crampes, l’énurésie et les morsures de serpent.

## Événements et monuments
- En Serbie, la Saint-Guy s'appelle Vidovdan et c'est une fête nationale.
- La cathédrale Saint-Guy de Prague lui est dédiée.
- La principale église de la ville néerlandaise de Naarden porte son nom.
- La cathédrale Saint-Guy de Rijeka lui est dédiée.
- L'église Saint-Guy à Saint-Vith en Belgique lui est dédiée.
- L'église Saint-Vit de Roth en France lui est dédié

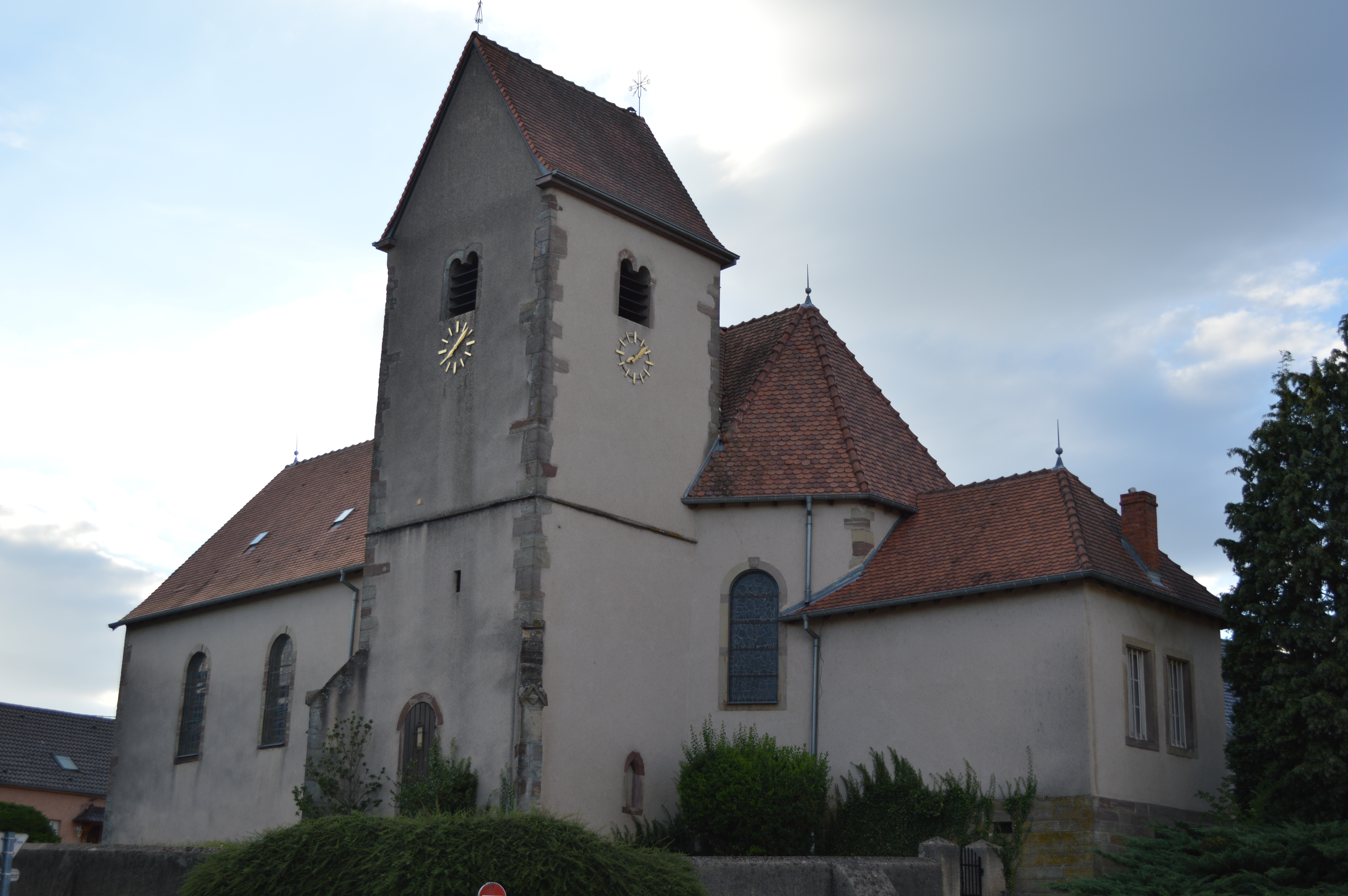
Eglise Saint-Vit de Roth (Moselle)

Saint Guy  (avec parfois Crescence et Modeste) est le patron de nombreuses villes italiennes, en particulier des communes suivantes qui le fêtent annuellement : 
- Polignano a Mare dans les Pouilles.
- Sapri en Campanie.
- Au Brésil, l’association São Vito Mártir à São Paulo s’occupe d’un festival et soutient des enfants.

## Sources et bibliographie
- Acta Sanctorum, II, 1013.
- Nominis : Saint Guy.